# Volo Interflug 450
Il disastro aereo di Königs Wusterhausen avvenne il 14 agosto 1972, quando il volo Interflug 450, operato da un Ilyushin Il-62 di Interflug, precipitò poco dopo il decollo dall'aeroporto di Berlino-Schönefeld, nella Repubblica Democratica Tedesca; l'aereo stava operando un volo charter verso Burgas, in Bulgaria. L'incidente venne causato da un incendio nella stiva di poppa. Morirono tutti i 156 passeggeri e membri dell'equipaggio. Al 2023, è il peggior incidente aereo avvenuto su suolo tedesco.

## L'aereo
Il velivolo coinvolto era un Ilyushin Il-62, marche DM-SEA, numero di serie 702. Venne consegnato a Interflug il 22 aprile 1970 ed era spinto da 4 motori turboventola Kuznetsov NK-8-4. Al momento dell'incidente, l'aereo aveva poco più di 2 anni e aveva accumulato 3 520 ore di volo.

## L'equipaggio
L'equipaggio di cabina era composto dal comandante Heinz Pfaff, 51 anni, dal primo ufficiale 35enne Lothar Walther, dall'ingegnere di volo Ingolf Stein, 32 anni, e dal navigatore Achim Flilenius, 38 anni. Avevano rispettivamente 8 100, 6 041, 2 258 e 8 570 ore di esperienza di volo.

## L'incidente
Il volo Interflug 450 lasciò l'aeroporto di Berlino-Schönefeld alle 16:30 ora locale. Essendo il periodo delle vacanze estive, il numero di passeggeri, principalmente turisti che intendevano trascorrere le vacanze sulla costa bulgara del Mar Nero, raggiunse quasi la massima capacità dell'aereo. Il decollo avvenne normalmente e il velivolo si diresse verso Sud-Est in direzione della Cecoslovacchia.
Tredici minuti dopo, alle 16:43, 29 200 piedi (8 900 m) sopra la città di Cottbus, nella Germania Est, l'equipaggio riferì di aver avuto problemi con l'equilibratore e di essersi allontanati dalla rotta designata di circa 10 gradi. Il volo richiese un ritorno a Schönefeld senza sapere che la situazione fosse critica a tal punto da richiedere un atterraggio immediato all'aeroporto più vicino. Alle 16:51, l'equipaggio eseguì uno scarico di carburante per ridurre il peso. Nel frattempo, gli assistenti di volo riferirono di fumo nella parte posteriore della cabina. Alle 16:59:25, con l'aeroporto di Berlino-Schönefeld già in vista, i piloti dichiararono un mayday, indicando che c'erano problemi a controllare l'altitudine dell'Ilyushin. A quel punto, l'equipaggio era probabilmente ignaro del fatto che l'incendio avesse consumato porzioni della parte posteriore del velivolo. Pochi secondi dopo, la sezione di coda, indebolita dalle fiamme, si separò dall'aeromobile, causandone una discesa incontrollata. L'aereo si disintegrò a mezz'aria; i detriti caddero nella città di Königs Wusterhausen, nella Germania Est.

## Le indagini
Le ultime comunicazioni del pilota suggerirono che un incendio nella parte posteriore del velivolo era la causa probabile dell'incidente. Questa parte non era accessibile dalla cabina e non aveva rilevatori di fumo, quindi l'equipaggio non era stato immediatamente in grado di rendersi conto della gravità della situazione. L'incendio era stato causato da una perdita in un tubo dell'aria calda che, con una temperatura di circa 300 °C, aveva danneggiato il materiale isolante dei cavi elettrici e i sistemi di controllo dell'aeromobile. Dopo il decollo, un cortocircuito aveva provocato scintille a una temperatura di circa 2 000°C, che avevano causato un incendio nella stiva numero 4. Le fiamme erano cresciute fino a raggiungere la cabina passeggeri e a indebolire la struttura della fusoliera; la prima parte a cedere e a staccarsi fu la sezione di coda.